# Réotier
Réotier é uma comuna francesa na região administrativa da Provença-Alpes-Costa Azul, no departamento de Altos-Alpes. Estende-se por uma área de 22,33 km². Em 2010 a comuna tinha 206 habitantes (densidade: 9,2 hab./km²).